# Огрызков, Николай Васильевич
Никола́й Васи́льевич Огры́зков (5 октября 1954, пос. Стрелица, Воронежская область — 5 февраля 2010, Москва) — русский танцовщик, хореограф и педагог, основатель и художественный руководитель «Школы современной хореографии», первой профессиональной школы современного танца в России.

## Биография
Родился в семье Татьяны Кузьминичны и Василия Петровича Огрызковых. С 1 по 4 класс учился в Стрелицкой средней школе, затем поступил в Московское хореографическое училище, после окончания которого в 1973 году был принят в состав Государственного Академического ансамбля народного танца под руководством Игоря Моисеева. Заинтересовавшись современным танцем ещё в 1970 году, во время первых гастролей Театра танца Алвина Эйли в СССР, Николай во время зарубежный гастролей ансамбля за свой счёт посещал уроки модерна и джаз-танца в различных школах и студиях.
В 1988 году он окончил балетмейстерский факультет Государственного института театрального искусства.
Более 10 лет преподавал в Московском хореографическом училище (после 1995 года — МГАХ) и в школе-студии при ансамбле народного танца Игоря Моисеева.
В 1991 году создал первую в России школу современного танца, которая находилась в Староконюшенном переулке, в районе Арбата. Последние годы жизни Николая Огрызкова были омрачены борьбой за свою школу, которую московские муниципальные власти пытались выселить из занимаемых ими помещений.
Скончался 5 февраля 2010 года, 9 февраля был похоронен на Хованском кладбище близ Москвы.

## Семья
Отец двух дочерей — Кристины и Полины. Последняя, как и отец, окончила Московскую академию хореографии. Обе занимались современным танцем в школе Огрызкова, впоследствии окончили Роттердамскую академию танца.

## Постановки
- «Три цвета времени» на музыку Рене Обри[фр.]

## Фильмография
Творчеству хореографа посвящён документальный фильм Александра Лютенкова «Модерн в Староконюшенном» (1995), снятый благодаря гранту на производство, выделенному в 1994 году Институтом «Открытое общество» сценарию, как призёру конкурса сценариев «Новые времена».
- «Школа Николая Огрызкова», телепередача из цикла «На все лады» (ведущий Дмитрий Платонов, 2008).
- «Квадратный метр», док. фильм Антона Яроша (ВГИК, 2011).